# Lajkovac (općina)
Općina Lajkovac (ćirilica: Општина Лајковац) je općina u Kolubarskom okrugu u Središnjoj Srbiji. Središte općine je grad Lajkovac.

## Stanovništvo
Prema popisu stanovništva iz 2002. godine općina je imala 17.062 stanovnika, raspoređenih u 19 naselja.
Po podacima iz 2004. godine prirodni priraštaj je iznosio -5,2, dok broj zaposlenih u općini iznosi 3.199 ljudi. U općini se nalazi 15 osnovnih škola s 1.479 učenika i 1 srednja škola s 587 učenika.

## Naselja
Naselja u općini Lajkovac:
Jabučje, Bogovađa, Nepričava, Vračević, Donji Lajkovac, Lajkovac, Rubribreza, Markova crkva, Ratkovac, Pridvorica, Mali Borak, Skobalj, Pepeljevac, Slovac, Stepanje, Strmovo, Bajevac, Ćelije.